# Video
Video (latin för "jag ser") är en teknik för behandling av elektriska signaler som representerar rörliga bilder. I svenska språket används ordet i vardagligt tal som benämning på en videofilm, lagrad på videoband, DVD eller Blu-ray. I plural på svenska: videor, alltså -r, inte engelskans videos. Under 1940-talet användes termen video i USA om det som senare skulle kallas television. TV-spel kallas video games (plural) på engelska.

## Videospelare
Videospelare är en elektronisk apparat för uppspelning och vissa fall inspelning av videomaterial på mekaniskt eller elektronisk media.